# Sargus mandarinus
Sargus mandarinus är en tvåvingeart som beskrevs av Ignaz Rudolph Schiner 1868. Sargus mandarinus ingår i släktet Sargus och familjen vapenflugor. Inga underarter finns listade i Catalogue of Life.